# Неба, Фонтем
Фонтем Неба (род. 8 августа 1970 году, Северо-западный регион Камеруна) — камерунский и амбазонский борец за права человека. Был генеральным секретарём Камерунского консорциума англоязычного гражданского общества в период, пока оно не было запрещено правительством Камеруна. Также был одним из организаторов одного из мирных протестов в Камеруне в январе 2017 года. Является автором книги English Language Mastery and Academic Success (2015).

## Биография
Неба родился 8 августа 1970 года в Северо-западном регионе Камеруна. До ареста был генеральным секретарём Камерунского консорциума англоязычного гражданского общества и секретарём профсоюза учителей Университета Буэа.

### Арест
17 января 2017 года камерунское правительство запретило консорциум, проводивший очередной мирный протест. Сразу после этого поступило сообщение о задержании Небы отрядом полиции из-за его связей с организацией. Так же был арестован адвокат Феликс Нконго.

### Судебный процесс
Камерунский трибунал обвинил Небу в нарушении 8 пунктов, включая государственную измену и организацию гражданских беспорядков. В случае признания Неба виновным, ему грозила бы смертная казнь. Слушание откладывали несколько раз, по итогу, указом президента Поля Бийя слушание состоялось 31 августа 2017 года. Все обвинения были сняты, а Неба и Нконго освобождены. Находясь в тюрьме, Неба рассказал французской газете Le Jour: 

Так много можно сказать о текущем англоязычном кризисе. Вы должны знать, что кризис, который продолжается, связан с недоброй волей лидеров этой страны. Начались переговоры между правительством и профсоюзами англоговорящих учителей. Я должен сказать, что забастовка приняла другой оборот, и население внимательно следило за всеми нашими действиями; обойти их было уже невозможно.